# Y̨
Y̨ (minuskule y̨) je speciální písmeno latinky, které se nazývá Y s ocáskem. Využívá se v zápisu elvdalštiny a dalekarlijštiny. Lingvista John Peabody Harrington ho také použil ve své abecedě určené pro zápis kajovštiny (kde mělo značit palatální aproximantu).

## Unicode
V Unicode mají písmena Y̨ a y̨ tyto kódy:
- Y̨ U+0059 a U+0328
- y̨ U+0079 a U+0328